# AZS Katowice
L'AZS Katowice è una squadra di pallamano maschile polacca, con sede a Katowice.

## Palmarès

### Titoli nazionali
- Campionato polacco: 5
  - 1963-64.